# バルトロメウ・ジャシント・キサンガ
バストス （Bastos）こと、バルトロメウ・ジャシント・キサンガ（Bartolomeu Jacinto Quissanga 、1991年11月23日 - ）は、アンゴラ・ルアンダ出身のプロサッカー選手。アンゴラ代表。アル・アハリ・サウジFC所属。ポジションは、ディフェンダー。

## クラブ経歴
2013年7月11日、ロシア・プレミアリーグのFCロストフと3年契約を結んだ。レギュラーを獲得し、ロシア・カップ優勝に貢献した。
2016年8月17日、SSラツィオはバストスと契約を結んだと発表した。
2020年10月22日、サウジアラビアのアル・アインFCに完全移籍。
2021年8月5日、FCロストフに期限付き移籍で復帰。
2022年9月8日、アル・アハリ・サウジFCに加入。

## 代表歴
2011年8月10日のアフリカネイションズカップ2013予選・リベリア戦でアンゴラ代表デビュー。

### ゴール
| #  | 開催日         | 会場                                 | 対戦国   | 結果 | 大会 | ゴール                             |
| -- | -------------- | ------------------------------------ | -------- | ---- | ---- | ---------------------------------- |
| 1. | 2014年5月28日  | エスタディオ・アルガルヴェ           | モロッコ | 1–0  | 2–0  | 親善試合                           |
| 2. | 2014年10月15日 | エスタジオ・オンジ・デ・ノヴェンブロ | レソト   | 1–0  | 4–0  | アフリカネイションズカップ2015予選 |

## 人物
弟のナンディーニョもサッカー選手で、2016年11月にFCロストフと契約を結んだ。

## タイトル
アトレティコ・ペトロレオス・デ・ルアンダ
- タッサ・デ・アンゴラ (2): 2012, 2013

ロストフ
- ロシア・カップ (サッカー) (1): 2013–14

ラツィオ
- コッパ・イタリア (1): 2018–19
- スーペルコッパ・イタリアーナ (1): 2018–19